# Этис, Эммануэль
Эммануэль Этис (фр. Emmanuel Ethis, 21 декабря 1964, Компьень) — французский социолог.

## Биография
Учился в Реймсе, Авиньоне, Высшей школе социальных наук в Париже. В 1998 году защитил в Высшей школе социальных наук диссертацию по социологии восприятия кино. Профессор с 2003 года. Преподает в университете Авиньона, с 2007 года — президент этого университета.
В 2010 году подал в Министерство высшего образования докладную записку «Культура и университет», где подчеркнул центральное значение культуры и её научных исследований для системы высшего образования и национальной культурной политики. Активно выступает в периодической печати, по радио и телевидению.

## Научные интересы
Специалист по социологии театра и кино.

## Труды
- 2001: Aux marches du palais, le festival de Cannes sous le regard des sciences sociales (с коллективом авторов)
- 2002: Avignon, le public réinventé. Le festival sous le regard des sciences sociales (с коллективом авторов)
- 2004: Pour une po(ï)étique du questionnaire en sociologie de la culture. Le spectateur imaginé. L’Harmattan
- 2005: Sociologie du cinéma et de ses publics. Armand Colin (переизд. 2007, 2009)
- 2006: Les Spectateurs du temps: pour une sociologie de la réception du cinéma. L’Harmattan
- 2008: Avignon, le public participant. Éditions L’entretemps (в соавторстве)
- 2010: De la Culture à l’Université: 128 propositions. Armand Colin
- 2011: La Petite fabrique du spectateur: être et devenir festivalier à Cannes et Avignon. Avignon : Éditions Universitaires d’Avignon
- 2012: Le Bruit du monde: le geste et la parole. Avignon: Éditions Universitaires d’Avignon (в соавторстве)
- 2012: Les Films de campus, l’université au cinéma. Armand Colin (в соавторстве)

## Признание
Кавалер Ордена «За заслуги», кавалер ордена Академических пальм.